# Calanogas
Calanogas ist eine philippinische Stadtgemeinde in der Provinz Lanao del Sur. Sie hat 13.750 Einwohner (Zensus 1. August 2015).

## Baranggays
Calanogas ist politisch in 17 Baranggays unterteilt.
| - Bubonga Ranao - Calalaoan (Pob.) - Gas - Inudaran - Inoma - Luguna - Mimbalawag - Ngingir | - Pagalongan - Panggawalupa - Pantaon - Piksan - Pindolonan - Punud - Tagoranao - Taliboboka - Tambac |